# Christoph Hermann von Manstein
Christoph Hermann von Manstein, född den 1 september 1711 i Sankt Petersburg, död den 27 juni 1757 vid Velemin i Böhmen, var en rysk-preussisk militär och memoarförfattare. Han var son till Ernst Sebastian von Manstein och systerson till Joachim von Dittmer.
von Manstein tjänade som grenadjärkapten i ryssarnas krig mot Turkiet 1736–1739 och som överste i deras krig mot Sverige 1741–1743. Han gick 1745 förtalad vid kejsarinnan Elisabets hov, i preussisk tjänst. År 1754 utnämnd till general, utmärkte sig von Manstein under Sjuåriga kriget i slaget vid Prag (6 maj 1757), men hade genom ett överilat angrepp på österrikarnas vänstra flygel en dryg andel i nederlaget vid Kolin (18 juni samma år). Sårad i slaget ämnade han söka läkarvård i Dresden, men överfölls på vägen av en trupp kroater och stupade. von Mansteins 1770 på tyska, franska och engelska utgivna "Memoarer över Ryssland", omfattande tiden 1727–1744, är av vikt för Rysslands historia och särskilt för krigen mot Turkiet och Sverige.